# Juan Manuel Barrientos
Juan Manuel Barrientos es un futbolista argentino. Nació el 4 de marzo de 1982 en la ciudad de Lomas de Zamora en la Provincia de Buenos Aires de Argentina. Actualmente juega para el Deportivo Laferrere en Argentina.

## Trayectoria
Jugó baby fútbol en el club de barrio "Club Atlético Pampero", en la ciudad de Lanús, donde era conocido como "el charro"
| Club                    | País      | Año       |
| ----------------------- | --------- | --------- |
| Racing                  | Argentina | 2003-2004 |
| Lorient                 | Francia   | 2005-2007 |
| Thrasyvoulos FC         | Grecia    | 2007-2009 |
| Centro Deportivo Olmedo | Ecuador   | 2010      |
| Trikala F.C.            | Grecia    | 2010      |
| PFC Lokomotiv Plovdiv   | Bulgaria  | 2011-     |
| Deportivo Laferrere     | Argentina | 2012-     |

- Datos: Q432349